# August Willem Veraart
August Willem Veraart (Amsterdam, 8 mei 1881 – Rijswijk, 7 februari 1947) was een Nederlands amateurmeteoroloog. In de jaren dertig van de twintigste eeuw kreeg hij bekendheid door experimenten om het weer te beïnvloeden. Door wolken te bestrooien met ijs en droogijs wilde hij regen maken.

## Biografie
August Willem Veraart was de zoon van Josephus Johannes Veraart en Christina Bernardina Maria Röholl. Zijn vader was internationaal expediteur; de familie woonde aan de Amsterdamse Nieuwezijds Kolk 27. Hij deed de lagere school in Amsterdam en ging net als zijn oudere broer naar het Gymnasium Rolduc in Zuid-Limburg. In eerste instantie hielp hij zijn vader en broer binnen het bedrijf. Later opende hij een vestiging in Den Haag.
Hij kreeg bekendheid als amateurmeteoroloog. In de jaren dertig van de twintigste eeuw heeft Veraart als eerste proeven gedaan om regen op te wekken. Hij kon in de zomer en het najaar van 1930 gebruikmaken van vliegtuigen van de luchtmacht, van waaruit een mengsel van vast ijs en droogijs (koolzuursneeuw) op de wolken werd gestrooid. Vooral de proef van 6 oktober 1930 kreeg bekendheid. Vanuit drie vliegtuigen werd 1800 kilo ijs en droogijs geworpen op grote buienwolken. Binnen 24 uur viel er in het westen van Nederland tientallen millimeters regen. Het was echter de vraag of dit door het experiment van Veraart kwam.